# Puchar Karaibów w piłce nożnej 1994
Puchar Karaibów 1994 – szósta edycja turnieju piłkarskiego o miano najlepszej reprezentacji zrzeszonej w Caribbean Football Union, jednej z podstref konfederacji CONCACAF. Turniej rozegrano w Trynidadzie i Tobago w dniach 7–17 kwietnia 1994.
Zachowano formułę turnieju z poprzedniej edycji. Martynika jako obrońca tytułu oraz Trynidad i Tobago jako gospodarz, miały zapewniony udział w turnieju finałowym, a pozostałych uczestników wyłoniono w eliminacjach.

## Eliminacje
Do eliminacji zgłosiło się 20 reprezentacji. Martynika jako obrońca tytułu oraz Trynidad i Tobago jako gospodarz turnieju zostały zwolnione z obowiązku przechodzenia przez eliminacje. Drużyny podzielono na 2 grupy cztero zespołowe i 4 grupy trzy zespołowe. Zwycięzcy sześciu grup awansowali do turnieju finałowego.
W eliminacjach obowiązywała zasada, że każdy mecz musi mieć zwycięzcę. Jeśli mecz po 90 minutach zakończył się remisem, następowała dogrywka, gdzie obowiązywała zasada złotego gola, z tym że bramka zdobyta w ten sposób była liczona podwójnie. Jeżeli dogrywka również nie przyniosła rozstrzygnięcia następował konkurs rzutów karnych.

### Grupa 1
Mecze rozgrywano w Grenadzie.
| Zespół    | M | W | R | P | Br+ | Br− | +/− | Pkt |
| --------- | - | - | - | - | --- | --- | --- | --- |
| Barbados  | 2 | 1 | 0 | 1 | 4   | 3   | +1  | 3   |
| Grenada   | 2 | 1 | 0 | 1 | 4   | 4   | 0   | 3   |
| Portoryko | 2 | 1 | 0 | 1 | 1   | 2   | -1  | 3   |

| 23 stycznia 1994 |                   |           |
| Barbados         | 0 – 1             | Portoryko |
| 25 stycznia 1994 |                   |           |
| Grenada          | 2 – 0 (po dogr. ) | Portoryko |
| 27 stycznia 1994 |                   |           |
| Barbados         | 4 – 2 (po dogr. ) | Grenada   |

Kontrowersje
Grenada przystępowała do meczu z lepszą różnicą bramek, co oznaczało, że Barbados musiał wygrać co najmniej dwoma golami, aby awansować do turnieju. Kłopot spowodowany był przez dwie rzeczy. Po pierwsze, w przeciwieństwie do większości rozgrywek grupowych w rozgrywkach piłkarskich, organizatorzy uznali, że wszystkie mecze muszą mieć zwycięzcę. Wszystkie spotkania, które trwały ponad 90 minut, kończyły się dogrywką z zasadą złotego gola. Po drugie i co najważniejsze, była niezwykła zasada, która stwierdzała, że w przypadku zdobycia złotego gola, liczy się on podwójnie, co oznaczało, że zwycięzca wygrywał różnicą dwóch bramek.
Barbados prowadził 2-0 aż do 83 minuty, kiedy Grenada strzeliła na 2:1. Zbliżając się do dogrywki, Barbadoszczycy zdali sobie sprawę, że nie mają szans na zdobycie bramki w regulaminowym czasie gry przez dobrą obronę Grenady, więc świadomie strzelili samobójczego gola, doprowadzając do remisu 2-2. Spowodowało to, że aby wyłonić zwycięzcę, potrzebna będzie dogrywka. Grenadyjczycy uświadomili sobie, co się stało, więc także próbowali zdobyć samobójczego gola, co spowodowałoby, że Barbados wygrałby różnicą jednej bramki i został wyeliminowany.
Jednak gracze z Barbadosu zaczęli bronić dostępu do bramki drużyny przeciwnej, aby temu zapobiec, i podczas ostatnich pięciu minut gry, kibice byli świadkami niezwykłego widowiska. Grenada próbowała strzelić gola dla siebie, jak i samobójczego, z kolei Barbados bronił dostępu do bramki na obu polach karnych. Barbados z powodzeniem obronił wynik doprowadzając do dogrywki. W dodatkowym czasie gry Barbados strzelił zwycięską bramkę, a zgodnie z przepisami wygrał mecz 4-2, który dał im awans do turnieju finałowego.

### Grupa 2
Mecze rozgrywano w Saint Vincent i Grenadynach
| Zespół                    | M | W | R | P | Br+ | Br− | +/− | Pkt |
| ------------------------- | - | - | - | - | --- | --- | --- | --- |
| Gwadelupa                 | 2 | 2 | 0 | 0 | 11  | 0   | +11 | 6   |
| Saint Vincent i Grenadyny | 2 | 1 | 0 | 1 | 2   | 2   | 0   | 3   |
| Anguilla                  | 0 | 0 | 0 | 2 | 0   | 11  | -11 | 0   |

|                           |       |           |
| Gwadelupa                 | 9 – 0 | Anguilla  |
|                           |       |           |
| Saint Vincent i Grenadyny | 2 – 0 | Anguilla  |
|                           |       |           |
| Saint Vincent i Grenadyny | 0 – 2 | Gwadelupa |

Źródło:

### Grupa 3
Mecze rozgrywano w Surinamie
| Zespół           | M | W | R | P | Br+ | Br− | +/− | Pkt |
| ---------------- | - | - | - | - | --- | --- | --- | --- |
| Surinam          | 2 | 2 | 0 | 0 | 4   | 0   | +4  | 6   |
| Gujana Francuska | 2 | 1 | 0 | 1 | 2   | 3   | -1  | 3   |
| Gujana           | 0 | 0 | 0 | 2 | 1   | 4   | -3  | 0   |

|         |                             |                  |
| Surinam | 2 – 0 (po dogr. )           | Gujana Francuska |
|         |                             |                  |
| Gujana  | 1 – 1 (po dogr.) (k. 4 – 5) | Gujana Francuska |
|         |                             |                  |
| Surinam | 2 – 0                       | Gujana           |

Źródło:

### Grupa 4
Mecze rozgrywano w Saint Kitts i Nevis
| Zespół              | M | W | R | P | Br+ | Br− | +/− | Pkt |
| ------------------- | - | - | - | - | --- | --- | --- | --- |
| Dominika            | 2 | 2 | 0 | 0 | 7   | 4   | +3  | 6   |
| Saint Kitts i Nevis | 2 | 1 | 0 | 1 | 11  | 5   | +6  | 3   |
| Antigua i Barbuda   | 2 | 1 | 0 | 1 | 10  | 3   | +7  | 3   |
| Montserrat          | 2 | 0 | 0 | 2 | 1   | 17  | -16 | 0   |

|                     |                   |                   |
| Saint Kitts i Nevis | 9 – 1             | Montserrat        |
| Dominika            | 3 – 2             | Antigua i Barbuda |
|                     |                   |                   |
| Saint Kitts i Nevis | 2 – 4 (po dogr. ) | Dominika          |
| Antigua i Barbuda   | 8 – 0             | Montserrat        |
|                     |                   |                   |
| Saint Kitts i Nevis | ? – ?*            | Antigua i Barbuda |
| Antigua i Barbuda   | przerwany*        | Montserrat        |

- Mecz najprawdopodobniej się nie odbył.
- Mecz został przerwany z powodu problemów z kibicami.

Źródło:

### Grupa 5
Mecze rozgrywano na Kajmanach
| Zespół                     | M | W | R | P | Br+ | Br− | +/− | Pkt |
| -------------------------- | - | - | - | - | --- | --- | --- | --- |
| Kajmany                    | 3 | 3 | 0 | 0 | 13  | 2   | +11 | 9   |
| Jamajka                    | 3 | 2 | 0 | 1 | 18  | 5   | +13 | 6   |
| Sint Maarten               | 3 | 1 | 0 | 2 | 5   | 9   | -4  | 3   |
| Brytyjskie Wyspy Dziewicze | 3 | 0 | 0 | 3 | 0   | 20  | -20 | 0   |

|              |                   |                            |
| Kajmany      | 5 – 0             | Brytyjskie Wyspy Dziewicze |
| Jamajka      | 4 – 2 (po dogr. ) | Sint Maarten               |
|              |                   |                            |
| Kajmany      | 5 – 0             | Sint Maarten               |
| Jamajka      | 12 – 0            | Brytyjskie Wyspy Dziewicze |
|              |                   |                            |
| Sint Maarten | 3 – 0             | Brytyjskie Wyspy Dziewicze |
| Kajmany      | 3 – 2             | Jamajka                    |

Źródło:

### Grupa 6
Kuba wycofała się z eliminacji.
| 10 marca 1994 |       |       |
| Dominikana    | 0 – 1 | Haiti |

## Turniej finałowy
Legenda:
| Awans do półfinału |

### Grupa A
| Zespół            | M | W | R | P | Br+ | Br− | +/− | Pkt |
| ----------------- | - | - | - | - | --- | --- | --- | --- |
| Trynidad i Tobago | 3 | 2 | 1 | 0 | 7   | 0   | +7  | 7   |
| Gwadelupa         | 3 | 1 | 2 | 0 | 7   | 2   | +5  | 5   |
| Barbados          | 3 | 0 | 2 | 1 | 3   | 5   | -2  | 2   |
| Dominika          | 3 | 0 | 1 | 2 | 1   | 11  | -10 | 1   |

| 7 kwietnia 1994 | Barbados | 1 – 1 | Dominika | Trynidad i Tobago |
|                 |          |       |          |                   |

| 7 kwietnia 1994 | Trynidad i Tobago | 0 – 0 | Gwadelupa | Trynidad i Tobago |
|                 |                   |       |           |                   |

| 9 kwietnia 1994 | Gwadelupa | 5 – 0 | Dominika | Trynidad i Tobago |
|                 |           |       |          |                   |

| 9 kwietnia 1994 | Trynidad i Tobago | 2 – 0 | Barbados | Trynidad i Tobago |
|                 |                   |       |          |                   |

| 11 kwietnia 1994 | Trynidad i Tobago | 5 – 0 | Dominika | Trynidad i Tobago |
|                  |                   |       |          |                   |

| 11 kwietnia 1994 | Gwadelupa | 2 – 2 | Barbados | Trynidad i Tobago |
|                  |           |       |          |                   |

### Grupa B
| Zespół    | M | W | R | P | Br+ | Br− | +/− | Pkt |
| --------- | - | - | - | - | --- | --- | --- | --- |
| Martynika | 3 | 2 | 1 | 0 | 6   | 1   | +5  | 7   |
| Surinam   | 3 | 1 | 1 | 1 | 3   | 3   | 0   | 4   |
| Haiti     | 3 | 1 | 1 | 1 | 4   | 6   | -2  | 4   |
| Kajmany   | 3 | 0 | 1 | 2 | 3   | 6   | -3  | 1   |

| 7 kwietnia 1994 | Haiti | 3 – 2 | Kajmany | Trynidad i Tobago |
|                 |       |       |         |                   |

| 7 kwietnia 1994 | Martynika | 2 – 0 | Surinam | Trynidad i Tobago |
|                 |           |       |         |                   |

| 9 kwietnia 1994 | Martynika | 3 – 0 | Haiti | Trynidad i Tobago |
|                 |           |       |       |                   |

| 9 kwietnia 1994 | Surinam | 2 – 0 | Kajmany | Trynidad i Tobago |
|                 |         |       |         |                   |

| 11 kwietnia 1994 | Martynika | 1 – 1 | Kajmany | Trynidad i Tobago |
|                  |           |       |         |                   |

| 11 kwietnia 1994 {{{4}}} | Surinam | 1 – 1 | Haiti | Trynidad i Tobago |
|                          |         |       |       |                   |

## Półfinały
| 14 kwietnia 1994 | Trynidad i Tobago · Faustin · Dwarika | 3 – 2 (dogr.) | Surinam · Tol · Kampenaar | Trynidad i Tobago |
|                  |                                       |               |                           |                   |

| 14 kwietnia 1994 | Martynika | 4 – 2 | Gwadelupa | Trynidad i Tobago |
|                  |           |       |           |                   |

## Mecz o 3. miejsce
| 16 kwietnia 1994 | Gwadelupa | 2 – 0 | Surinam | Trynidad i Tobago |
|                  |           |       |         |                   |

## Finał
| 17 kwietnia 1994 | Trynidad i Tobago · Thomas · Charles · Pacheco · Eve | 7 – 2 | Martynika · Fondelot · Sophie | Trynidad i Tobago |
|                  |                                                      |       |                               |                   |

| Zwycięzca Pucharu Karaibów 1994: Trynidad i Tobago Trzeci tytuł |